# Dècada del 210
La dècada del 210 comprèn el període que va des de l'1 de gener del 210 fins al 31 de desembre del 219.

## Esdeveniments
- Expansió romana per terres dels pobles germànics

## Personatges destacats
- Caracal·la, emperador romà (198-217)
- Calixt I